# Schweizerische Metallbautechnikerschule Basel

Gebäude der SMT, Eingang Riehenstrasse

Die Schweizerische Metallbautechnikerschule Basel (kurz SMT Basel) ist ein nationales Kompetenzzentrum für Aus- und Weiterbildungen in der Schweizer Metallbaubranche. Die Schule bietet praxisorientierte Lehrgänge für Fachkräfte, Projektleiter und angehende Techniker im Metall-, Fassaden- und Montagebau.

## Geschichte
Die SMT Basel blickt auf fast ein Jahrhundert Bildungstradition zurück und wurde 2001 im Rahmen der Berufsmittelschule Basel als Technikerschule eingerichtet – zusammen mit den Abteilungen für Elektronik, Hochbau, Maschinenbau und Tiefbau. Seit Anfang 2023 steht die Schule unter der Leitung von Thomas Achermann, der die Ausbildungspraxis modernisiert und auf Berufspraxis ausgerichtet hat.

## Ausbildung

### Studiengänge
- Dipl. Metall- und Fassadenbautechniker/in HF – zweijähriger Vollzeitstudiengang mit drei anerkannten Abschlüssen:
  - Berufsprüfung (BP)
  - Höhere Fachprüfung (HFP)
  - Diplom einer Höheren Fachschule (HF)

- Modulare Weiterbildung BP/HFP – berufsbegleitende Kurse zur Vorbereitung auf eidgenössische Prüfungen

- Sachbearbeiter/in Metall SMT – Kompaktlehrgang für den administrativen Bereich (Arbeitsvorbereitung, Planung)

### Zulassung
Voraussetzung ist ein eidgenössisches Fähigkeitszeugnis (EFZ) in einem metallbaunahen Beruf (z. B. Metallbauer/in, Metallbaukonstrukteur/in) und mindestens 30 Monate Berufspraxis. Seit 2024 entfällt die Aufnahmeprüfung – es genügt der Nachweis der formalen Kriterien.

### Bildungsmodell
Die SMT Basel bietet Tagesunterricht mit modular strukturierten Lerneinheiten. Theoretische Inhalte werden durch externe Fachpersonen vermittelt und sind stark praxisbezogen. Die allgemeinbildenden Fächer (Deutsch, Englisch, Marketing etc.) werden in Zusammenarbeit mit der Allgemeinen Gewerbeschule Basel (AGS) vermittelt.

## Infrastruktur
Die Schule verfügt über moderne Werkstätten mit aktueller Metallverarbeitungstechnik, einschliesslich 3D-Druck und Blechbearbeitung. Es stehen auch Sporthallen in der Umgebung zur Verfügung, darunter die St. Jakobshalle und die Sevogelturnhalle.
Ein interner Schulshop stellt Materialien und Lernunterlagen bereit.

## Unterstützung und Netzwerke
- SMT Studienfonds: Vergibt zinslose Darlehen und Unterstützungsbeiträge
- AC Traverse: Aktive studentische Verbindung seit 1927
- AHV Traverse: Ehemaligenverband für Absolventinnen und Absolventen mit schweizweiter Vernetzung

## Branchenpräsenz
Die SMT präsentiert sich regelmässig an Branchenmessen wie der Swissbau und pflegt Partnerschaften mit Unternehmen und Verbänden der Metallbaubranche.

## Studierendenzahlen
Im August 2024 startete eine neue HF-Klasse mit 19 Studierenden (18 Männer, 1 Frau).